# Luis Gómez (cyclisme)
Pour les articles homonymes, voir Gómez.
Luis Antonio Gomez Urosa (né le 23 décembre 1994 à Maturín) est un coureur cycliste vénézuélien.

## Biographie
En fin d'année 2017, il s'impose au sprint sur la troisième étape du Tour du Venezuela, sous les couleurs de l'équipe Gobernación de Carabobo.

## Palmarès sur route

### Par année
- 2015
  - 3e du Trofeo Castelnuovo Val di Cecina
- 2016
  - Gran Premio della Possenta
  - Vuelta a Paria :
    - Classement général
    - 1re étape

  - 3e de la Medaglia d'Oro Fiera di Sommacampagna
- 2017
  - Clásico Ferias de la Virgen de La Candelaria
  - 3e étape du Tour du Venezuela
  - 2e du Circuit de Cesa
- 2019
  - Clásico Memorial Leone Rossi[2]
- 2021
  -  Champion du Venezuela sur route
  - 1re, 4e et 7e étapes du Tour du Venezuela
- 2022
  - 3e étape de la Vuelta a la Independencia Nacional
  - Tour du Venezuela : 
    - Classement général
    - 3e étape

  - 2e du championnat du Venezuela du contre-la-montre par équipes
- 2023
  - 7e étape du Tour du Venezuela
  - 2e du championnat du Venezuela sur route
- 2024
  - 2e étape de la Vuelta a la Independencia Nacional
- 2025
  - 1re et 3e étapes de la Vuelta a Barinitas

### Classements mondiaux
| Année            | 2018 | 2019 | 2020 | 2021 |
| ---------------- | ---- | ---- | ---- | ---- |
| UCI America Tour | 264e |      |      | 103e |

## Palmarès sur piste

### Championnats nationaux
- 2022
  -  Champion du Venezuela de poursuite
  -  Champion du Venezuela de vitesse par équipes (avec Máximo Rojas et Francisco Salvatierra)
  - 2e du championnat du Venezuela de course aux points
  - 2e du championnat du Venezuela de l'omnium
  - 2e du championnat du Venezuela du scratch
- 2025
  -  Champion du Venezuela du scratch
  - 3e du championnat du Venezuela de l'omnium